# Rhinocheilus lecontei
Genre
Espèce
Synonymes
- Rhinocheilus antonii Dugès, 1886
- Rhinocheilus lecontei clarus Klauber, 1941
- Rhinocheilus lecontei antonii Dugès, 1886
- Rhinocheilus lecontei etheridgei Grismer, 1990
- Rhinocheilus lecontei lecontei Baird & Girard, 1853
- Rhinocheilus lecontei tessellatus Garman, 1883

Statut de conservation UICN

 LC  : Préoccupation mineure
Rhinocheilus lecontei, unique représentant du genre Rhinocheilus, est une espèce de serpents de la famille des Colubridae.

## Répartition
Cette espèce se rencontre :
- au Mexique ;
- aux États-Unis dans le Texas, dans le Nouveau-Mexique, en Californie, dans le Nevada, dans l'Utah, dans l'Idaho, dans l'Oklahoma, dans l'Arizona, dans le sud-est du Colorado et dans le sud-ouest du Kansas.

## Description
Ce serpent se caractérise par un « nez » allongé. Il présente un fond rouge avec des bandes transversales noires en losange. Le dessous du corps est blanc, et les couleurs rouges et noires sont souvent mélangées de blanc. Il peut atteindre 75 cm.

Ce sont des reptiles nocturnes et terrestres qui se nourrissent de petits lézards et amphibiens et parfois des rongeurs. Ils sont ovipares et pondent de 4 à 9 œufs au début de l'été.

## Taxinomie
Les sous-espèces Rhinocheilus lecontei antonii, Rhinocheilus lecontei etheridgei, Rhinocheilus lecontei lecontei et Rhinocheilus lecontei tessellatus ont été synonymisées par Manier en 2004.

## Étymologie
Cette espèce est nommée en l'honneur de John Lawrence LeConte.

## Publications originales
- Baird & Girard, 1853 : Catalogue of North American Reptiles in the Museum of the Smithsonian Institution. Part 1. Serpents. Smithsonian Institution, Washington, p. 1-172 (texte intégral).
- Dugès, 1886 : Sur le Rhinocheilus antonii. Proceedings of the American Philosophical Society, vol. 23, p. 290–291 (texte intégral).
- Garman, 1884 "1883" : The reptiles and batrachians of North America. Memoirs of the Museum of Comparative Zoology, Cambridge (Massachusetts), vol. 8, no 3, p. 1-185 (texte intégral).
- Grismer, 1990 : A new long-nosed snake (Rhinocheilus lecontei) from Isla Cerralvo, Baja California Sur, México. Proceedings of the San Diego Society of Natural History, vol. 1990, no 4, p. 1-7.